# Krakout
Krakout — видеоигра, созданная и выпущенная в 1987 году британской компанией Gremlin Graphics для целого ряда восьмибитных домашних компьютеров.

## Геймплей
Игра Krakout является очередной клонированной версией вышедшей в 1976 году видеоигры Breakout. Основная особенность Krakout в том, что ракетка расположена не снизу, как это обычно бывает, а слева или справа (по выбору игрока). В связи с этим, шарик не подвержен воздействию сил гравитации, а просто движется по инерции. В меню опций можно выбрать и установить скорость движения шарика.
Игроку предстоит преодолеть сто различных уровней игры, разбивая шариком разноцветные кирпичики. На уровнях будут попадаться различного рода "пришельцы", которые будут всячески препятствовать прохождению. Некоторые кирпичики разбиваются не с первого раза, некоторые невозможно разбить вообще. Существует целый ряд полезных бонусов. Чтобы воспользоваться ими, необходимо попасть шариком в кирпич с буквой.

## Оценки
Игра получила смешанные оценки: популярный журнал CRASH раскритиковал Krakout за отсутствие внутриигровой музыки и достаточно высокую сложность, поставив оценку в 46 %. Другой журнал, Computer Gamer выставил игре 85 баллов из 100.

## Ремейк
В 2003 году белорусская компания 'WE' Group выпустила ремейк игры Krakout для персональных компьютеров.
В 2012 году вышел ремейк игры Krakout для мобильных устройств под управлением Android — Krakoid. В игре используется физический движок Box2D.